# Crotta d'Adda
Crotta d'Adda är en ort och kommun i provinsen Cremona i regionen Lombardiet i Italien. Kommunen hade 650 invånare (2018).